# Entoloma cyanulum
Entoloma cyanulum är en svampart som först beskrevs av Wilhelm Gottfried Lasch, och fick sitt nu gällande namn av Machiel Evert ("Chiel") Noordeloos 1984. Entoloma cyanulum ingår i släktet Entoloma och familjen Entolomataceae.  Arten är reproducerande i Sverige. Inga underarter finns listade i Catalogue of Life.